# Сырян
Сырян (Средний Сырян) — заброшенная русская деревня в Граховском районе Удмуртии, на речке Большой Сырян.

## Географическое положение
Деревня располагалась на Можгинской возвышенности, в окружении лесов, на берегу реки Большой Сырян. На реке была устроена земляная плотина, создававшая Сырянский пруд. В настоящее время пруд является единственным ориентиром по которому можно понять, что раньше здесь жили люди.

## История

### Основание деревни
Деревня основана в первой четверти XIX века. Деревня быстро разрасталась и по результатам Первой Всероссийской переписи 1897 года в деревне Средний Сырян Сырянского сельского общества Васильевской волости Елабужского уезда в 38 дворах проживали 201 житель и работала смолокурня.

### Советские годы
До 1924 года деревня входила в состав Билярской волости Можгинского уезда Вотской АО, после реформы 1924 года в состав Билярского сельсовета Можгинской волости. В 1929 году проводится районирование и деревня была передана в состав вновь образованного Граховского района и включена в Верхне-Кокшанский сельсовет. После Великой Отечественной войны 64 жителя деревни, работники колхоза «имени Чапаева», награждены медалью «За доблестный труд в ВОВ 1941—1945 гг.».
В 1954 году Верхне-Кокшанский сельсовет был ликвидирован и его селения переданы в состав Новогорского сельсовета.

### Запустение
В 1960-е годы деревня была признана «неперспективной», были закрыты магазин и Сырянская начальная школа, жители начали покидать деревню, переезжать в соседнюю деревню Макарово. И наконец указом Президиума Верховного Совета УАССР от 20 апреля 1978 года деревня Сырьян Новогорского сельсовета была исключена с учёта.

## Экономика
До революции жители занимались в основном земледелием и лесными промыслами. Во время коллективизации в деревне организован колхоз «имени Чапаева», который специализировался на изготовлении дёгтя и свиноводстве. Позднее деревня входила в состав сначала Новогорского, а потом Макаровского совхозов.
В настоящее время земли заброшенный деревни используются ООО «Полесье».